# Xanthomima biquadrata
Xanthomima biquadrata är en fjärilsart som beskrevs av W. Warren 1899. Xanthomima biquadrata ingår i släktet Xanthomima och familjen mätare. Inga underarter finns listade i Catalogue of Life.